# Rolf Biese
Rolf Vilhelm Emanuel Biese (* 14. Februar 1918 in Helsinki; † 3. Februar 2000 ebenda) war ein finnischer Tischtennisspieler und -funktionär.
Biese gewann zehn finnische Meisterschaften: Herren-Doppel 1941, 1945, 1947, 1948 und 1949, gemischte Doppel 1941 und 1949 und Mannschaftswettbewerbe 1941, 1946 und 1948. Er nahm an der Weltmeisterschaft 1949 teil.

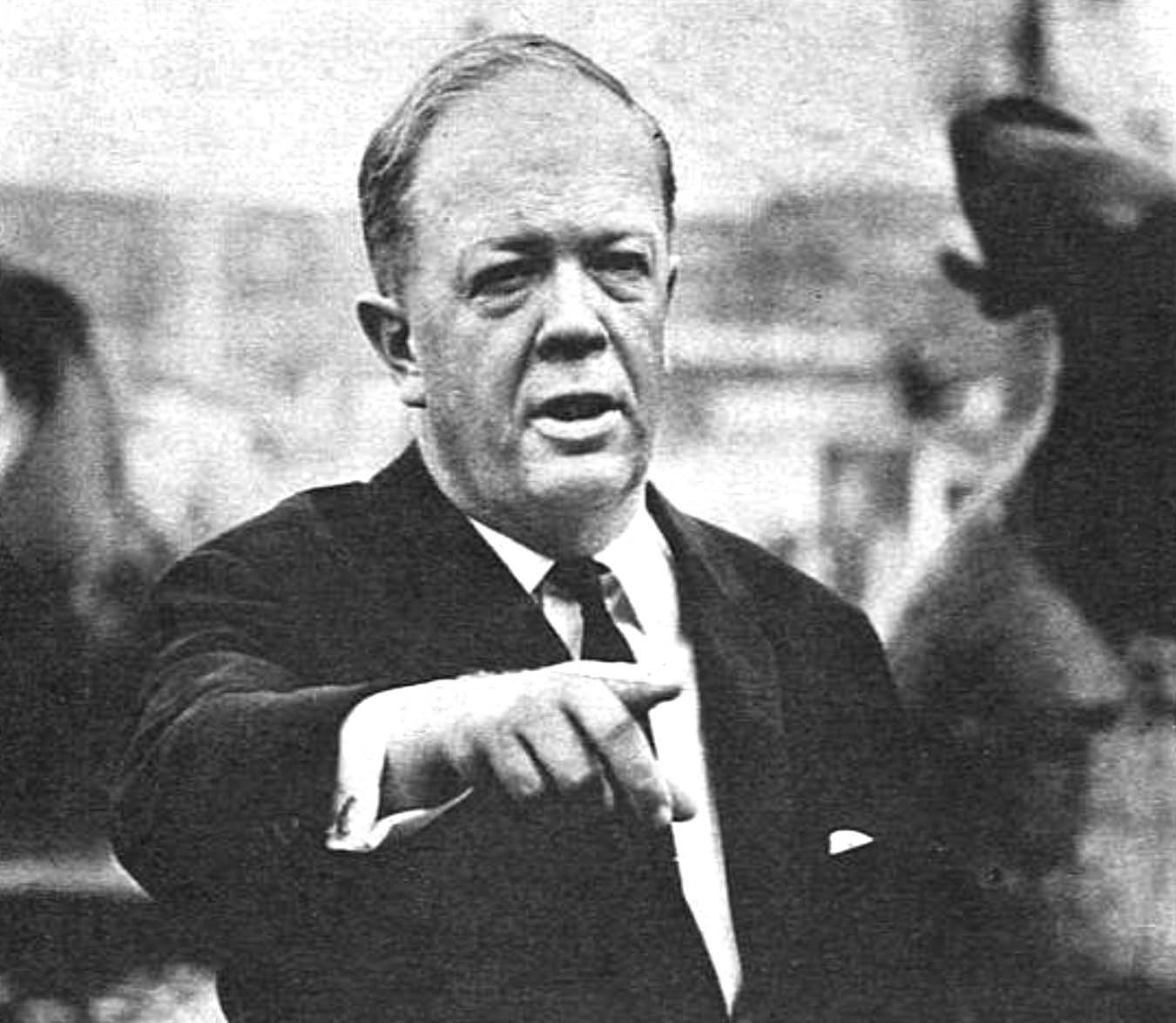
Rolf Biese

Er war Gründungsmitglied des finnischen Tischtennisverbandes und leitete ihn von 1945 bis 1946 und von 1947 bis 1949. Rolf Biese war ein ausgebildeter Ökonom und Chief Executive Officer der Handelskammer von Helsinki.